# Thecla viggia
Thecla viggia är en fjärilsart som beskrevs av Dyar 1918. Thecla viggia ingår i släktet Thecla och familjen juvelvingar. Inga underarter finns listade i Catalogue of Life.